# 阿列尔
阿列尔，是西班牙阿斯图里亚斯的一个市镇。总面积376平方公里，总人口14639人（2001年），人口密度39人/平方公里。